# Joan Font i Giralt
Joan Font i Giralt (Girona, 4 d'agost de 1899 – el Sallent, 17 d'agost de 1936) va ser un sacerdot i esperantista català.
Va ser professor del seminari-col·legi de Santa Maria del Collell, a la província de Girona. A més, durant els darrers anys de la seva vida va complementar aquesta tasca amb la de rector de la parròquia del Torn.
Pel que fa a la seva faceta d'esperantista, va aprendre la llengua auxiliar internacional esperanto l'any 1909. El seu pare li va ensenyar els fonaments bàsics poc abans del congrés internacional de Barcelona, on va poder saludar Zamenhof. Durant tota la seva vida va ser molt actiu al moviment esperantista catòlic. Així, va ser president de la Unió Internacional Catòlica Esperantista (IKUE) des de 1927 fins a 1935. També va ser el redactor de la revista Espero Katolika, des de 1932 fins a 1934. Va participar en diversos congressos universals i va presidir els Jocs Florals Internacionals diverses vegades. Va guanyar premis internacionals d'oratòria, entre ells el del congrés de Cracòvia. L'any 1931 va fer un viatge per onze països d'Europa, on va visitar diversos grups d'IKUE i va donar conferències i entrevistes.
A més d'esperantista, Joan Font i Giralt va ser un convençut catalanista, com mostrava Kálmán Kalocsay en una poesia que va escriure sobre ell el 1934, a la revista Literatura Mondo, a la sèrie Rimportretoj [Retrats rimats].
Joan Font i Giralt va morir a l'inici de la guerra civil a mans de milicians.
És el tiet de l'escriptora Maria Assumpció Soler i Font i també familiar del fotògraf, dibuixant i periodista Jordi Soler i Font, també conegut amb el pseudònim d'Hèlios.